# 夢の谷
「夢の谷」（ゆめのたに、Valley of Dreams）は、スタンリイ・G・ワインボウムによる短編SF小説。彼の第2作で、第1作『火星のオデッセイ』の続編である。初出は『ワンダー・ストーリーズ』誌1934年11月号。日本語訳は『S-Fマガジン』1975年12月号に風見潤による翻訳で掲載された（単行本への収録は2009年現在、なされていない）。

## あらすじ
宇宙船「アレス号」が火星を出発する予定の2週間前、ハリスン船長はアメリカ人化学者ディック・ジャービスと、フランス人の生物学者ピエール・リロイをフィルム回収に行かせた。この1週間前にデービスの予備ロケットがサイル高原に不時着した。道すがら、二人の地球人は荷車生物のいる街と、ピラミッド建設生物がいる場所に立ち寄って、リロイが標本採取を行なった。サイルIIで、壊れたロケットからフィルム缶を取り出したあと、東へ向け、サイルIに飛び立ち、鳥のような火星人トウィールの消息を探した。
運河近くで、何千年も経った荒れた奇妙な街を発見した。建物には鳥に似た火星人のトウィール族が住んでいた。やがてトウィール自身も見つかり、ジャービスとトウィールは再会を喜んだ。ジャービスはトウィールに頼み込んで街を案内してもらった。
ある建物で、ネズミのような生物が火星人の書籍の上にかがみ込んでいた。トウィールは怒ってネズミ生物を追っ払い、本を棚に戻したが、2人の地球人にはネズミ生物が本を読んでいたのか、食べていたのかは判断が付かなかった。その建物は図書館らしいが、トウィールの指す方向を見ると、腰掛けた火星人の前で一人の人間がひざまずく巨大な壁画があった。壁画の火星人はエジプトのトート神のようだとリロイが言ったとき、トウィールが興奮してその名を反復し、自身と街の皆を指さした。2人の地球人は悟った。トウィール族はトートであり、古代エジプトを訪れ、トキの頭をした神となったのだと。
次の3日間、トウィールは地球人たちに街を見せた。太陽動力のポンプ基地があり、運河に水を流すように工夫されていた。旅の最後、古代の火星街2km南方に、地球人たちは夢魔獣（人に幻覚を見せ、その隙に捕食する怪物）がうじゃうじゃいる谷を発見した。2人は夢魔獣に誘惑され、今まで望んでいたものがすべて眼前に広がり、されるがままに前方に駆け出した。トウィールが夢魔獣を1匹倒すと、瞬時にジャービスが正気に戻った。ジャービスも銃で夢魔獣を撃ち、リロイを襲っているもう1匹を殺した。3人は谷から逃げた。ジャービスとリロイはロケットに戻り、夢魔獣から逃れて一息ついた。
アレス号に戻る前、地球人達は別れの贈り物として、不時着したロケット残骸のところへトウィールを連れて行き、原子力機関を与えた。早晩、トート達は原子力に通暁して、もはや太陽動力に頼らずとも自分たちの文明を維持できるようになろう。

## 全集
以下に挙げるスタンリイ・G・ワインボウムの短編集に収蔵されている。
- A Martian Odyssey and Others （1949年）
- A Martian Odyssey and Other Science Fiction Tales （1974年）
- The Best of Stanley G. Weinbaum （1974年）
- Interplanetary Odysseys （2006年）